# Bogdan Hașdeu, Bolgrad
Bogdan Hașdeu (în ucraineană Богданівка, transliterat: Bohdanivka) este un sat în comuna Borodino din raionul Bolgrad, regiunea Odesa, Ucraina.

## Demografie
Componența lingvistică a localității Bogdan Hașdeu
     Bulgară (85,35%)
     Rusă (7,01%)
     Ucraineană (3,82%)
     Română (3,18%)
Conform recensământului din 2001, majoritatea populației localității Bogdan Hașdeu era vorbitoare de bulgară (85,35%), existând în minoritate și vorbitori de rusă (7,01%), ucraineană (3,82%) și română (3,18%).